# Etapa Departamental de Ayacucho 2025
La Etapa Departamental de Ayacucho 2025 es la edición número 58.ª del torneo que organiza la Liga Departamental de Fútbol de Ayacucho como parte de la Copa Perú 2025. El certamen reúne a los clubes campeones y subcampeones de cada una de las once provincias del Departamento de Ayacucho, totalizando 20 equipos participantes.
El campeonato comenzó el 22 de junio de 2025 y se disputa en formato de eliminación directa con partidos de ida y vuelta. Luego de las rondas eliminatorias, los equipos clasificados disputan una tabla única que determina a los clasificados a las siguientes fases eliminatorias.
Para esta temporada, el departamento de Ayacucho cuenta con tres cupos a la Etapa Nacional de la Copa Perú 2025: el campeón, el subcampeón y tercer lugar, beneficiado por los criterios de rendimiento y representación regional definidos por la Federación Peruana de Fútbol. 

## Provincias afiliadas
Aunque la Liga Departamental de Fútbol de Ayacucho representa oficialmente al Departamento de Ayacucho, la afiliación efectiva de las ligas provinciales no corresponde estrictamente con la división política del departamento.
En la práctica, participan las siguientes provincias:
- Provincias ayacuchanas afiliadas:
  - Huamanga
  - Huanta
  - La Mar
  - Cangallo
  - Víctor Fajardo
  - Vilcas Huamán
  - Sucre
  - Huanca Sancos

- Provincias ajenas al departamento que participan por cercanía geográfica:
  - Churcampa – del Departamento de Huancavelica
  - La Convención (distritos de Pichari y Kimbiri) – del Departamento del Cusco

Estos distritos pertenecen al ámbito del VRAEM y participan tradicionalmente en la Etapa Departamental de Ayacucho por razones de cercanía geográfica y vínculos futbolísticos.
- Provincias ayacuchanas que no participan:
  - Lucanas
  - Parinacochas
  - Páucar del Sara Sara

Estas tres provincias, ubicadas en el sur del departamento de Ayacucho, disputan la Etapa Departamental de Ica desde hace varios años, debido a su cercanía geográfica con ese departamento y la inactividad o desvinculación histórica de sus ligas provinciales con la departamental de Ayacucho.

## Formato de competencia
La Etapa Departamental de Ayacucho 2025 se disputa en cinco fases y cuenta con la participación de 20 equipos, representando a las 10 provincias del departamento (dos por provincia): Huamanga, Cangallo, Huanta, Churcampa, La Mar, VRAEM, Huancasancos, Víctor Fajardo, Vilcas Huamán y Sucre.

### Primera fase
Se enfrentan los 20 equipos en llaves de eliminación directa, a partidos de ida y vuelta, los días 22 y 29 de junio. Una vez finalizados todos los encuentros, se elabora una Tabla Única de Posiciones con los resultados de esta fase. Los 16 primeros equipos de la tabla clasifican a los octavos de final.

### Segunda fase – Octavos de final
Se juega los días 6 y 13 de julio, a ida y vuelta. Los emparejamientos se forman de acuerdo al orden en la Tabla Única de Posiciones:
- Llave A: Equipo 1 vs Equipo 16
- Llave B: Equipo 2 vs Equipo 15
- Llave C: Equipo 3 vs Equipo 14
- Llave D: Equipo 4 vs Equipo 13
- Llave E: Equipo 5 vs Equipo 12
- Llave F: Equipo 6 vs Equipo 11
- Llave G: Equipo 7 vs Equipo 10
- Llave H: Equipo 8 vs Equipo 9

### Tercera fase – Cuartos de final
Se juega los días 20 y 27 de julio, también en partidos de ida y vuelta. Los cruces son los siguientes:
- Llave 1: Ganador de la Llave A vs Ganador de la Llave H
- Llave 2: Ganador de la Llave B vs Ganador de la Llave G
- Llave 3: Ganador de la Llave C vs Ganador de la Llave F
- Llave 4: Ganador de la Llave D vs Ganador de la Llave E

### Cuarta fase – Semifinales
Se disputa los días 3 y 10 de agosto, en partidos de ida y vuelta. Las semifinales se juegan de la siguiente manera:
- Llave I: Ganador de la Llave 1 vs Ganador de la Llave 4
- Llave J: Ganador de la Llave 2 vs Ganador de la Llave 3

### Quinta fase – Final y tercer lugar
La gran final y el partido por el tercer lugar se juegan el 17 de agosto, a partido único y en sede neutral:
- Final: Ganador de la Llave I vs Ganador de la Llave J
- Tercer lugar: Perdedor de la Llave I vs Perdedor de la Llave J

### Clasificados a la Etapa Nacional
Los tres primeros puestos obtienen la clasificación a la Etapa Nacional de la Copa Perú 2025:
- Campeón (1.º lugar)
- Subcampeón (2.º lugar)
- Tercer lugar (3.º lugar)

## Equipos participantes
| Provincia                                         | Equipo                                          | Vía de clasificación                                   | Estadio                                         |  |
| ------------------------------------------------- | ----------------------------------------------- | ------------------------------------------------------ | ----------------------------------------------- |  |
| Huamanga 2 cupos                                  | Sport Cáceres Nazarenas Señor de Quinuapata FC  | Campeón Provincial Subcampeón Provincial               | Estadio de Muyurina Estadio Señor de Quinuapata |  |
| Huanta 2 cupos                                    | CD Cultural Huracán Municipal de Uchuraccay     | Campeón Provincial Subcampeón Provincial               | Estadio Eloy Molina Robles                      |  |
| Vilcas Huamán 2 cupos                             | Sport Qollpaqucho Sport Halcones de Pacomarca   | Campeón Provincial Subcampeón Provincial               | Estadio Vischongo Estadio Vilcas Huáman         |  |
| Cangallo 2 cupos                                  | Sport Ochoa Canchacancha Sport Morochucos       | Campeón Provincial Subcampeón Provincial               | Estadio Quispillacta Estadio Coras Pampa        |  |
| La Convención – Pichari y Kimbiri (Cusco) 2 cupos | ED Luca Sport Los Lobos de Manitea              | Campeón Distrital (VRAEM) Subcampeón Distrital (VRAEM) | Estadio La Victoria Estadio Manitea             |  |
| Huanca Sancos 2 cupos                             | CSD San Juan de Carapo Club Sport Vilca         | Campeón Provincial Subcampeón Provincial               | Estadio Huanca Sancos                           |  |
| Víctor Fajardo 2 cupos                            | Sport Colca Sarhua FC                           | Campeón Provincial Subcampeón Provincial               | Estadio Huancapi                                |  |
| Churcampa (Huancavelica) 2 cupos                  | Sport Juventud Miraflores FC Huamanccasa        | Campeón Provincial Subcampeón Provincial               | Estadio de Churcampa Estadio San Pedro de Coris |  |
| La Mar 2 cupos                                    | FC Defensor Patibamba FC Tambo                  | Campeón Provincial Subcampeón Provincial               | Estadio Cuy Pampa San Miguel Estadio Tambo      |  |
| Sucre 2 cupos                                     | Club Atlético de Tintay San Pedro de Chilcayocc | Campeón Provincial Subcampeón Provincial               | Estadio Querobamba Estadio Chilcayocc           |  |

## Fase 1
Los emparejamientos de la primera fase fueron definidos mediante un sorteo realizado el 16 de junio de 2025, con la participación de los 20 delegados representantes de cada club clasificado.
| Pos. | Equipo                      | Pts. | PJ | G | E | P | GF | GC | Dif. | Clasificación                   |
| ---- | --------------------------- | ---- | -- | - | - | - | -- | -- | ---- | ------------------------------- |
| 1    | FC Defensor Patibamba       | 6    | 2  | 2 | 0 | 0 | 11 | 0  | +11  | Clasificados a octavos de final |
| 2    | Sport Colca                 | 6    | 2  | 2 | 0 | 0 | 8  | 1  | +7   | Clasificados a octavos de final |
| 3    | Sport Ochoa Canchacancha    | 6    | 2  | 2 | 0 | 0 | 9  | 2  | +7   | Clasificados a octavos de final |
| 4    | FC Tambo                    | 6    | 2  | 2 | 0 | 0 | 4  | 0  | +4   | Clasificados a octavos de final |
| 5    | Los Lobos de Manitea        | 4    | 2  | 1 | 1 | 0 | 5  | 2  | +3   | Clasificados a octavos de final |
| 6    | Señor de Quinuapata FC      | 3    | 2  | 1 | 0 | 1 | 10 | 1  | +9   | Clasificados a octavos de final |
| 7    | Sport Morochucos            | 3    | 2  | 1 | 0 | 1 | 7  | 4  | +3   | Clasificados a octavos de final |
| 8    | Sport Qollpaqucho           | 3    | 2  | 1 | 0 | 1 | 4  | 1  | +3   | Clasificados a octavos de final |
| 9    | Sport Cáceres Nazarenas     | 3    | 2  | 1 | 0 | 1 | 5  | 3  | +2   | Clasificados a octavos de final |
| 10   | Sarhua FC                   | 3    | 2  | 1 | 0 | 1 | 2  | 1  | +1   | Clasificados a octavos de final |
| 11   | CD Cultural Huracán         | 3    | 2  | 1 | 0 | 1 | 3  | 5  | −2   | Clasificados a octavos de final |
| 12   | Sport Juventud Miraflores   | 3    | 2  | 1 | 0 | 1 | 4  | 7  | −3   | Clasificados a octavos de final |
| 13   | Club Sport Vilca            | 3    | 2  | 1 | 0 | 1 | 1  | 4  | −3   | Clasificados a octavos de final |
| 14   | ED Luca Sport               | 3    | 2  | 1 | 0 | 1 | 1  | 10 | −9   | Clasificados a octavos de final |
| 15   | San Pedro de Chilcayocc     | 1    | 2  | 0 | 1 | 1 | 2  | 5  | −3   | Clasificados a octavos de final |
| 16   | Municipal de Uchuraccay     | 0    | 2  | 0 | 0 | 2 | 0  | 4  | −4   | Clasificados a octavos de final |
| 17   | FC Huamanccasa              | 0    | 2  | 0 | 0 | 2 | 2  | 9  | −7   | Descenso a su liga de origen    |
| 18   | Sport Halcones de Pacomarca | 0    | 2  | 0 | 0 | 2 | 1  | 8  | −7   | Descenso a su liga de origen    |
| 19   | Club Atlético de Tintay     | 0    | 2  | 0 | 0 | 2 | 0  | 11 | −11  | Descenso a su liga de origen    |
| 20   | CSD San Juan de Carapo      | 0    | 0  | 0 | 0 | 0 | 0  | 0  | 0    | Descenso a su liga de origen    |

Actualizado a los partidos jugados el 29 de junio de 2025.
 Fuente: LDFA
Notas:
1. ↑  El Club Social Deportivo San Juan de Carapo - Huanca Sancos, desistió continuar participando en la Etapa Departamental de la Copa Perú 2025, por falta de recursos económicos, motivo por el cual la tabla única de posiciones fue reajustada.[n 1]

| Primera fase – Ida | Primera fase – Ida          | Primera fase – Ida | Primera fase – Ida        | Primera fase – Ida    | Primera fase – Ida | Primera fase – Ida | Primera fase – Ida | Primera fase – Ida |
| N.º                | Local                       | Resultado          | Visitante                 | Estadio               | Ciudad             | Fecha              | Hora               |                    |
| ------------------ | --------------------------- | ------------------ | ------------------------- | --------------------- | ------------------ | ------------------ | ------------------ | ------------------ |
| 5                  | Sport Qollpaqucho           | 4 – 0              | Club Sport Vilca          | Estadio Vischongo     | Vischongo          | 22 de junio        | 11:00              |                    |
| 2                  | Club Atlético de Tintay     | 0 – 9              | FC Defensor Patibamba     | Estadio Querobamba    | Querobamba         | 22 de junio        | 14:00              |                    |
| 10                 | Sport Halcones de Pacomarca | 1 – 3              | Sport Colca               | Estadio Vilcas Huamán | Vilcas Huamán      | 22 de junio        | 14:00              |                    |
| 1                  | Los Lobos de Manitea        | 2 – 2              | San Pedro de Chilcayocc   | Estadio Manitea       | Manitea            | 22 de junio        | 15:00              |                    |
| 3                  | Sport Morochucos            | 5 – 1              | Sport Juventud Miraflores | Estadio Coras Pampa   | Paras              | 22 de junio        | 15:00              |                    |
| 4                  | Sarhua FC                   | 2 – 0              | CSD San Juan de Carapo    | Estadio Huancapi      | Huancapi           | 22 de junio        | 15:00              |                    |
| 6                  | ED Luca Sport               | 1 – 0              | Sr. de Quinuapata FC      | Estadio La Victoria   | Pichari            | 22 de junio        | 15:00              |                    |
| 8                  | Sport Ochoa Canchacancha    | 6 – 2              | FC Huamanccasa            | Estadio Quispillacta  | Quispillacta       | 22 de junio        | 15:00              |                    |
| 9                  | FC Tambo                    | 1 – 0              | Municipal de Uchuraccay   | Estadio Tambo         | Tambo              | 22 de junio        | 15:00              |                    |
| 7                  | Sport Cáceres Nazarenas     | 3 – 0              | CD Cultural Huracán       | Estadio Cholo Sotil   | Ayacucho           | 22 de junio        | 15:30              |                    |

| Primera fase – Vuelta | Primera fase – Vuelta     | Primera fase – Vuelta | Primera fase – Vuelta       | Primera fase – Vuelta             | Primera fase – Vuelta | Primera fase – Vuelta | Primera fase – Vuelta | Primera fase – Vuelta |
| N.º                   | Local                     | Resultado             | Visitante                   | Estadio                           | Ciudad                | Fecha                 | Hora                  |                       |
| --------------------- | ------------------------- | --------------------- | --------------------------- | --------------------------------- | --------------------- | --------------------- | --------------------- | --------------------- |
| 6                     | Sr. de Quinuapata FC      | 10 - 0                | ED Luca Sport               | Estadio Sr. Quinuapata            | Chacco                | 28 de junio           | 13:00                 |                       |
| 9                     | Municipal de Uchuraccay   | 0 – 3                 | FC Tambo                    | Estadio Eloy Molina               | Huanta                | 28 de junio           | 15:00                 |                       |
| 4                     | CSD San Juan de Carapo    | 1 - 0                 | Sarhua FC                   | Estadio Huanca Sancos             | Huanca Sancos         | 29 de junio           | 10:00                 |                       |
| 5                     | Club Sport Vilca          | 1 - 0                 | Sport Qollpaqucho           | Estadio Huanca Sancos             | Huanca Sancos         | 29 de junio           | 12:00                 |                       |
| 8                     | FC Huamanccasa            | 0 - 3                 | Sport Ochoa Canchacancha    | Estadio San Pedro de Coris        | Oxapata               | 29 de junio           | 13:30                 |                       |
| 2                     | FC Defensor Patibamba     | 2 - 0                 | Club Atlético de Tintay     | Estadio Cuy Pampa                 | San Miguel            | 29 de junio           | 14:00                 |                       |
| 3                     | Sport Juventud Miraflores | 3 - 2                 | Sport Morochucos            | Estadio Churcampa                 | Churcampa             | 29 de junio           | 14:00                 |                       |
| 10                    | Sport Colca               | 5 - 0                 | Sport Halcones de Pacomarca | Estadio Huancapi                  | Huancapi              | 29 de junio           | 14:00                 |                       |
| 1                     | San Pedro de Chilcayocc   | 0 - 3                 | Los Lobos de Manitea        | Estadio Chilcayocc                | Sucre                 | 29 de junio           | 14:30                 |                       |
| 7                     | CD Cultural Huracán       | 3 - 2                 | Sport Cáceres Nazarenas     | Estadio Manuel Eloy Molina Robles | Huanta                | 29 de junio           | 15:30                 |                       |

## Fases finales
|  | Octavos de final | Octavos de final          | Octavos de final     | Octavos de final        | Octavos de final |   |      | Cuartos de final        | Cuartos de final | Cuartos de final | Cuartos de final | Cuartos de final |  |   | Semifinales           | Semifinales      | Semifinales      | Semifinales      | Semifinales      |  |                       | Final                 | Final        | Final        |  |
|  | 6 y 13 de julio  | 6 y 13 de julio           | 6 y 13 de julio      | 6 y 13 de julio         | 6 y 13 de julio  |   |      | 20 y 27 de julio        | 20 y 27 de julio | 20 y 27 de julio | 20 y 27 de julio | 20 y 27 de julio |  |   | 3 y 10 de agosto      | 3 y 10 de agosto | 3 y 10 de agosto | 3 y 10 de agosto | 3 y 10 de agosto |  |                       | 17 de agosto          | 17 de agosto | 17 de agosto |  |
|  |                  |                           |                      |                         |                  |   |      |                         |                  |                  |                  |                  |  |   |                       |                  |                  |                  |                  |  |                       |                       |              |              |  |
|  |                  |                           |                      |                         |                  |   |      |                         |                  |                  |                  |                  |  |   |                       |                  |                  |                  |                  |  |                       |                       |              |              |  |
|  | 1                | FC Defensor Patibamba     | 1                    | 3                       | 4                |   |      |                         |                  |                  |                  |                  |  |   |                       |                  |                  |                  |                  |  |                       |                       |              |              |  |
|  | 1                | FC Defensor Patibamba     | 1                    | 3                       | 4                |   |      |                         |                  |                  |                  |                  |  |   |                       |                  |                  |                  |                  |  |                       |                       |              |              |  |
|  | 16               | Municipal de Uchuraccay   | 0                    | 3                       | 3                |   |      |                         |                  |                  |                  |                  |  |   |                       |                  |                  |                  |                  |  |                       |                       |              |              |  |
|  | 16               | Municipal de Uchuraccay   | 0                    | 3                       | 3                |   | 1    | FC Defensor Patibamba   | 1                | 1                | 2                |                  |  |   |                       |                  |                  |                  |                  |  |                       |                       |              |              |  |
|  |                  |                           |                      |                         |                  |   | 1    | FC Defensor Patibamba   | 1                | 1                | 2                |                  |  |   |                       |                  |                  |                  |                  |  |                       |                       |              |              |  |
|  |                  |                           | 9                    | Sport Cáceres Nazarenas | 0                | 0 | 0    |                         |                  |                  |                  |                  |  |   |                       |                  |                  |                  |                  |  |                       |                       |              |              |  |
|  | 8                | Sport Qollpaqucho         | 9                    | Sport Cáceres Nazarenas | 0                | 0 | 0    | 0                       | 0                | 0                |                  |                  |  |   |                       |                  |                  |                  |                  |  |                       |                       |              |              |  |
|  | 8                | Sport Qollpaqucho         |                      |                         |                  |   |      |                         |                  | 0                |                  |                  |  |   |                       |                  |                  |                  |                  |  |                       |                       |              |              |  |
|  | 9                | Sport Cáceres Nazarenas   | 1                    | 2                       | 3                |   |      |                         |                  |                  |                  |                  |  |   |                       |                  |                  |                  |                  |  |                       |                       |              |              |  |
|  | 9                | Sport Cáceres Nazarenas   | 1                    | 2                       | 3                |   |      |                         |                  |                  |                  |                  |  | 1 | FC Defensor Patibamba | 3                | 2                | 5                |                  |  |                       |                       |              |              |  |
|  |                  |                           |                      |                         |                  |   |      |                         |                  |                  |                  |                  |  | 1 | FC Defensor Patibamba | 3                | 2                | 5                |                  |  |                       |                       |              |              |  |
|  |                  |                           | 4                    | FC Tambo                | 0                | 2 | 2    |                         |                  |                  |                  |                  |  |   |                       |                  |                  |                  |                  |  |                       |                       |              |              |  |
|  | 4                | FC Tambo                  | 4                    | FC Tambo                | 0                | 2 | 2    | 8                       | 3                | 11               |                  |                  |  |   |                       |                  |                  |                  |                  |  |                       |                       |              |              |  |
|  | 4                | FC Tambo                  |                      |                         |                  |   |      |                         |                  | 11               |                  |                  |  |   |                       |                  |                  |                  |                  |  |                       |                       |              |              |  |
|  | 13               | Club Sport Vilca          | 3                    | 1                       | 4                |   |      |                         |                  |                  |                  |                  |  |   |                       |                  |                  |                  |                  |  |                       |                       |              |              |  |
|  | 13               | Club Sport Vilca          | 3                    | 1                       | 4                |   | 4    | FC Tambo                | 1                | 2                | 3(5)             |                  |  |   |                       |                  |                  |                  |                  |  |                       |                       |              |              |  |
|  |                  |                           |                      |                         |                  |   | 4    | FC Tambo                | 1                | 2                | 3(5)             |                  |  |   |                       |                  |                  |                  |                  |  |                       |                       |              |              |  |
|  |                  |                           | 5                    | Los Lobos de Manitea    | 1                | 2 | 3(3) |                         |                  |                  |                  |                  |  |   |                       |                  |                  |                  |                  |  |                       |                       |              |              |  |
|  | 5                | Los Lobos de Manitea      | 5                    | Los Lobos de Manitea    | 1                | 2 | 3(3) | 0                       | 3                | 3                |                  |                  |  |   |                       |                  |                  |                  |                  |  |                       |                       |              |              |  |
|  | 5                | Los Lobos de Manitea      |                      |                         |                  |   |      |                         |                  | 3                |                  |                  |  |   |                       |                  |                  |                  |                  |  |                       |                       |              |              |  |
|  | 12               | Sport Juventud Miraflores | 1                    | 1                       | 2                |   |      |                         |                  |                  |                  |                  |  |   |                       |                  |                  |                  |                  |  |                       |                       |              |              |  |
|  | 12               | Sport Juventud Miraflores | 1                    | 1                       | 2                |   |      |                         |                  |                  |                  |                  |  |   |                       |                  |                  |                  |                  |  | FC Defensor Patibamba | FC Defensor Patibamba | 4            |              |  |
|  |                  |                           |                      |                         |                  |   |      |                         |                  |                  |                  |                  |  |   |                       |                  |                  |                  |                  |  | FC Defensor Patibamba | FC Defensor Patibamba | 4            |              |  |
|  |                  |                           | Sr. de Quinuapata FC | Sr. de Quinuapata FC    | 1                |   |      |                         |                  |                  |                  |                  |  |   |                       |                  |                  |                  |                  |  |                       |                       |              |              |  |
|  | 2                | Sport Colca               | Sr. de Quinuapata FC | Sr. de Quinuapata FC    | 1                | 1 | 2    | 3                       |                  |                  |                  |                  |  |   |                       |                  |                  |                  |                  |  |                       |                       |              |              |  |
|  | 2                | Sport Colca               |                      |                         |                  |   |      |                         |                  |                  |                  |                  |  |   |                       |                  |                  |                  |                  |  |                       |                       |              |              |  |
|  | 15               | San Pedro de Chilcayocc   | 2                    | 2                       | 4                |   |      |                         |                  |                  |                  |                  |  |   |                       |                  |                  |                  |                  |  |                       |                       |              |              |  |
|  | 15               | San Pedro de Chilcayocc   | 2                    | 2                       | 4                |   | 15   | San Pedro de Chilcayocc | 2                | 0                | 2                |                  |  |   |                       |                  |                  |                  |                  |  |                       |                       |              |              |  |
|  |                  |                           |                      |                         |                  |   | 15   | San Pedro de Chilcayocc | 2                | 0                | 2                |                  |  |   |                       |                  |                  |                  |                  |  |                       |                       |              |              |  |
|  |                  |                           | 7                    | Sport Morochucos        | 1                | 2 | 3    |                         |                  |                  |                  |                  |  |   |                       |                  |                  |                  |                  |  |                       |                       |              |              |  |
|  | 7                | Sport Morochucos          | 7                    | Sport Morochucos        | 1                | 2 | 3    | 1                       | 2                | 3                |                  |                  |  |   |                       |                  |                  |                  |                  |  |                       |                       |              |              |  |
|  | 7                | Sport Morochucos          |                      |                         |                  |   |      |                         |                  | 3                |                  |                  |  |   |                       |                  |                  |                  |                  |  |                       |                       |              |              |  |
|  | 10               | Sarhua FC                 | 1                    | 1                       | 2                |   |      |                         |                  |                  |                  |                  |  |   |                       |                  |                  |                  |                  |  |                       |                       |              |              |  |
|  | 10               | Sarhua FC                 | 1                    | 1                       | 2                |   |      |                         |                  |                  |                  |                  |  | 7 | Sport Morochucos      | 0                | 1                | 1                |                  |  |                       |                       |              |              |  |
|  |                  |                           |                      |                         |                  |   |      |                         |                  |                  |                  |                  |  | 7 | Sport Morochucos      | 0                | 1                | 1                |                  |  |                       |                       |              |              |  |
|  |                  |                           | 6                    | Sr. de Quinuapata FC    | 2                | 3 | 5    |                         |                  |                  |                  |                  |  |   |                       |                  |                  |                  |                  |  |                       |                       |              |              |  |
|  | 3                | Sport Ochoa Canchacancha  | 6                    | Sr. de Quinuapata FC    | 2                | 3 | 5    | 1                       | 0                | 1                |                  |                  |  |   |                       |                  |                  |                  |                  |  |                       |                       |              |              |  |
|  | 3                | Sport Ochoa Canchacancha  |                      |                         |                  |   |      |                         |                  | 1                |                  |                  |  |   |                       |                  |                  |                  |                  |  |                       |                       |              |              |  |
|  | 14               | ED Luca Sport             | 0                    | 3                       | 3                |   |      |                         |                  |                  |                  |                  |  |   |                       |                  |                  |                  |                  |  |                       |                       |              |              |  |
|  | 14               | ED Luca Sport             | 0                    | 3                       | 3                |   | 14   | ED Luca Sport           | 2                | 2                | 4(3)             |                  |  |   |                       |                  |                  |                  |                  |  |                       |                       |              |              |  |
|  |                  |                           |                      |                         |                  |   | 14   | ED Luca Sport           | 2                | 2                | 4(3)             |                  |  |   |                       |                  |                  |                  |                  |  |                       |                       |              |              |  |
|  |                  |                           | 6                    | Sr. de Quinuapata FC    | 2                | 2 | 4(5) |                         |                  |                  |                  |                  |  |   |                       |                  |                  |                  |                  |  |                       |                       |              |              |  |
|  | 6                | Sr. de Quinuapata FC      | 6                    | Sr. de Quinuapata FC    | 2                | 2 | 4(5) | 1                       | 3                | 4                |                  |                  |  |   |                       |                  |                  |                  |                  |  |                       |                       |              |              |  |
|  | 6                | Sr. de Quinuapata FC      |                      |                         |                  |   |      |                         |                  | 4                |                  |                  |  |   |                       |                  |                  |                  |                  |  |                       |                       |              |              |  |
|  | 11               | CD Cultural Huracán       | 2                    | 1                       | 3                |   |      |                         |                  |                  |                  |                  |  |   |                       |                  |                  |                  |                  |  |                       |                       |              |              |  |
|  | 11               | CD Cultural Huracán       | 2                    | 1                       | 3                |   |      |                         |                  |                  |                  |                  |  |   |                       |                  |                  |                  |                  |  |                       |                       |              |              |  |
|  |                  |                           |                      |                         |                  |   |      |                         |                  |                  |                  |                  |  |   |                       |                  |                  |                  |                  |  |                       |                       |              |              |  |

Nota: Los cruces fueron definidos por la Liga Departamental de Fútbol de Ayacucho.

### Octavos de final
- La hora de cada encuentro corresponde al huso horario que rige a Perú (UTC-5).

| Llave | Local                     | Resultado | Visitante                | Estadio                           | Ciudad     | Fecha      | Hora  |
| ----- | ------------------------- | --------- | ------------------------ | --------------------------------- | ---------- | ---------- | ----- |
| G     | Sarhua FC                 | 1 - 1     | Sport Morochucos         | Estadio Canaria                   | Canaria    | 6 de Julio | 10:00 |
| H     | Sport Qollpaqucho         | 0 - 1     | Sport Cáceres Nazarenas  | Estadio Vischongo                 | Vischongo  | 6 de Julio | 11:00 |
| B     | Sport Colca               | 1 - 2     | San Pedro de Chilcayocc  | Estadio Huancapi                  | Huancapi   | 6 de Julio | 14:00 |
| C     | ED Luca Sport             | 0 - 1     | Sport Ochoa Canchacancha | Estadio La Victoria               | Pichari    | 6 de Julio | 14:00 |
| D     | FC Tambo                  | 8 - 3     | Club Sport Vilca         | Estadio Municipal Tambo           | Tambo      | 6 de Julio | 14:00 |
| E     | Sport Juventud Miraflores | 1 - 0     | Los Lobos de Manitea     | Estadio Churcampa                 | Churcampa  | 6 de Julio | 14:30 |
| A     | FC Defensor Patibamba     | 1 - 0     | Municipal de Uchuraccay  | Estadio Cuy Pampa                 | San Miguel | 6 de Julio | 15:00 |
| F     | CD Cultural Huracán       | 2 - 1     | Sr. de Quinuapata FC     | Estadio Manuel Eloy Molina Robles | Huanta     | 6 de Julio | 15:00 |

| Llave | Local                    | Resultado       | Visitante                 | Estadio                     | Ciudad        | Fecha       | Hora  |
| ----- | ------------------------ | --------------- | ------------------------- | --------------------------- | ------------- | ----------- | ----- |
| F     | Sr. de Quinuapata FC     | 3 - 1 Glb: 4-3  | CD Cultural Huracán       | Estadio Señor de Quinuapata | Chacco        | 12 de julio | 13:00 |
| A     | Municipal de Uchuraccay  | 3 - 3 Glb: 3-4  | FC Defensor Patibamba     | Estadio Eloy Molina Roble   | Huanta        | 12 de julio | 15:00 |
| D     | Club Sport Vilca         | 1 - 3 Glb: 4-11 | FC Tambo                  | Estadio Huanca Sancos       | Huanca Sancos | 13 de julio | 12:00 |
| E     | Los Lobos de Manitea     | 3 - 1 Glb: 3-2  | Sport Juventud Miraflores | Estadio Manitea             | Manitea       | 13 de julio | 13:30 |
| B     | San Pedro de Chilcayocc  | 2 - 2 Glb: 4-3  | Sport Colca               | Estadio de Chilcayoc        | Sucre         | 13 de julio | 14:00 |
| G     | Sport Morochucos         | 2 - 1 Glb: 3-2  | Sarhua FC                 | Estadio Pampa Cangallo      | Cangallo      | 13 de julio | 14:00 |
| C     | Sport Ochoa Canchacancha | 0 - 3 Glb: 1-3  | ED Luca Sport             | Estadio Quispillacta        | Quispillacta  | 13 de julio | 14:30 |
| H     | Sport Cáceres Nazarenas  | 2 - 0 Glb: 3-0  | Sport Qollpaqucho         | Estadio Cholo Sotil         | Huamanga      | 13 de julio | 15:00 |

### Cuartos de final
- La hora de cada encuentro corresponde al huso horario que rige a Perú (UTC-5).

| Llave | Local                   | Resultado | Visitante             | Estadio               | Ciudad     | Fecha       | Hora  |
| ----- | ----------------------- | --------- | --------------------- | --------------------- | ---------- | ----------- | ----- |
| 4     | Los Lobos de Manitea    | 1 - 1     | FC Tambo              | Estadio de Manitea    | Manitea    | 20 de julio | 13:30 |
| 2     | San Pedro de Chilcayocc | 2 - 1     | Sport Morochucos      | Estadio de Chilcayocc | Chilcayocc | 20 de julio | 14:00 |
| 3     | ED Luca Sport           | 2 - 2     | Sr. de Quinuapata FC  | Estadio de Kimbiri    | Kimbiri    | 20 de julio | 14:30 |
| 1     | Sport Cáceres Nazarenas | 0 - 1     | FC Defensor Patibamba | Estadio Muyurina      | Tambillo   | 20 de julio | 15:15 |

| Llave | Local                 | Resultado            | Visitante               | Estadio                   | Ciudad     | Fecha       | Hora  |
| ----- | --------------------- | -------------------- | ----------------------- | ------------------------- | ---------- | ----------- | ----- |
| 3     | Sr. de Quinuapata FC  | 2 - 2 Glb: 4(5)-4(3) | ED Luca Sport           | Estadio Sr. de Quinuapata | Chacco     | 26 de julio | 13:00 |
| 2     | Sport Morochucos      | 2 - 0 Glb: 3 - 2     | San Pedro de Chilcayocc | Estadio Pampa Cangallo    | Cangallo   | 27 de julio | 14:00 |
| 1     | FC Defensor Patibamba | 1 - 0 Glb: 2 - 0     | Sport Cáceres Nazarenas | Estadio San Miguel        | San Miguel | 27 de julio | 15:00 |
| 4     | FC Tambo              | 2 - 2 Glb: 3(5)-3(3) | Los Lobos de Manitea    | Estadio Municipal Tambo   | Tambo      | 27 de julio | 15:15 |

### Semifinales
- La hora de cada encuentro corresponde al huso horario que rige a Perú (UTC-5).

| Llave | Local            | Resultado | Visitante             | Estadio                 | Ciudad   | Fecha       | Hora  |
| ----- | ---------------- | --------- | --------------------- | ----------------------- | -------- | ----------- | ----- |
| J     | Sport Morochucos | 0 - 2     | Sr. de Quinuapata FC  | Estadio Pampa Cangallo  | Cangallo | 3 de agosto | 14:00 |
| I     | FC Tambo         | 0 - 3     | FC Defensor Patibamba | Estadio Municipal Tambo | Tambo    | 3 de agosto | 15:00 |

| Llave | Local                 | Resultado        | Visitante        | Estadio                   | Ciudad     | Fecha        | Hora  |
| ----- | --------------------- | ---------------- | ---------------- | ------------------------- | ---------- | ------------ | ----- |
| J     | Sr. de Quinuapata FC  | 3 - 1 Glb: 5 - 1 | Sport Morochucos | Estadio Sr. de Quinuapata | Chacco     | 10 de agosto | 13:00 |
| I     | FC Defensor Patibamba | 2 - 2 Glb: 5 - 2 | FC Tambo         | Estadio San Miguel        | San Miguel | 10 de agosto | 15:00 |

### Final y Tercer Puesto
- La hora de cada encuentro corresponde al huso horario que rige a Perú (UTC-5).

| Llave         | Local    | Resultado | Visitante        | Estadio              | Ciudad   | Fecha        | Hora  |
| ------------- | -------- | --------- | ---------------- | -------------------- | -------- | ------------ | ----- |
| Tercer Puesto | FC Tambo | 3 - 2     | Sport Morochucos | Estadio Las Américas | Ayacucho | 17 de agosto | 14:00 |

| Llave | Local                | Resultado | Visitante             | Estadio              | Ciudad   | Fecha        | Hora  |
| ----- | -------------------- | --------- | --------------------- | -------------------- | -------- | ------------ | ----- |
| Final | Sr. de Quinuapata FC | 1 - 4     | FC Defensor Patibamba | Estadio Las Américas | Ayacucho | 17 de agosto | 14:00 |

|                                 |
|                                 |
| Campeón F.C. Defensor Patibamba |
| 1.º título                      |
|                                 |

## Representantes a la etapa Nacional
FC Defensor Patibamba

Patibamba

La Mar

Campeón

Señor de Quinuapata FC

Ayacucho

Huamanga

Subcampeón

FC Tambo

Tambo

La Mar

Tercer Lugar